# Ma Barker
Arizona Donnie Barker (Ash Grove, Missouri, 1873. október 8. – Ocklawaha, Florida, 1935. január 16.), ismertebb nevén Ma Barker vagy Kate Barker a Barker–Karpis-banda több tagjának édesanyja volt, aki végigkísérte fiai bűnözői pályafutását. 1935-ben a Szövetségi Nyomozóiroda ügynökei lőtték le búvóhelyén. Halála után John Edgar Hoover úgy jellemezte, hogy ő volt „az elmúlt évtized legromlottabb, legveszélyesebb és legtalálékonyabb bűnözői elméje”. Korabeli szemtanúk és bandatagok viszont azt mondták róla, hogy nem vett részt aktívan a bűncselekmények elkövetésében.

## Élete
Arizona Donnie Clarkként Missouri államban, Ash Grove-ban született, lakóhelyén Arrie-ként ismerték. 1892-ben hozzáment George Barkerhez. Öt fiuk született: Herman, Lloyd, Arthur, Fred és Willmer. George Barker az 1910-es és 1920-as években rendszeresen dolgozott különböző alacsony szintű állásokban. Volt földműves, őr, fűtő és hivatalnok. 1916 és 1919 között a Crystal Springs Water Co. alkalmazottja volt. Az FBI dokumentumai „lustának” bélyegzik, megjegyezve, hogy a szülők nem fordítottak figyelmet gyermekeik taníttatására, a Barker fiúk többé-kevésbé írástudatlanok voltak.

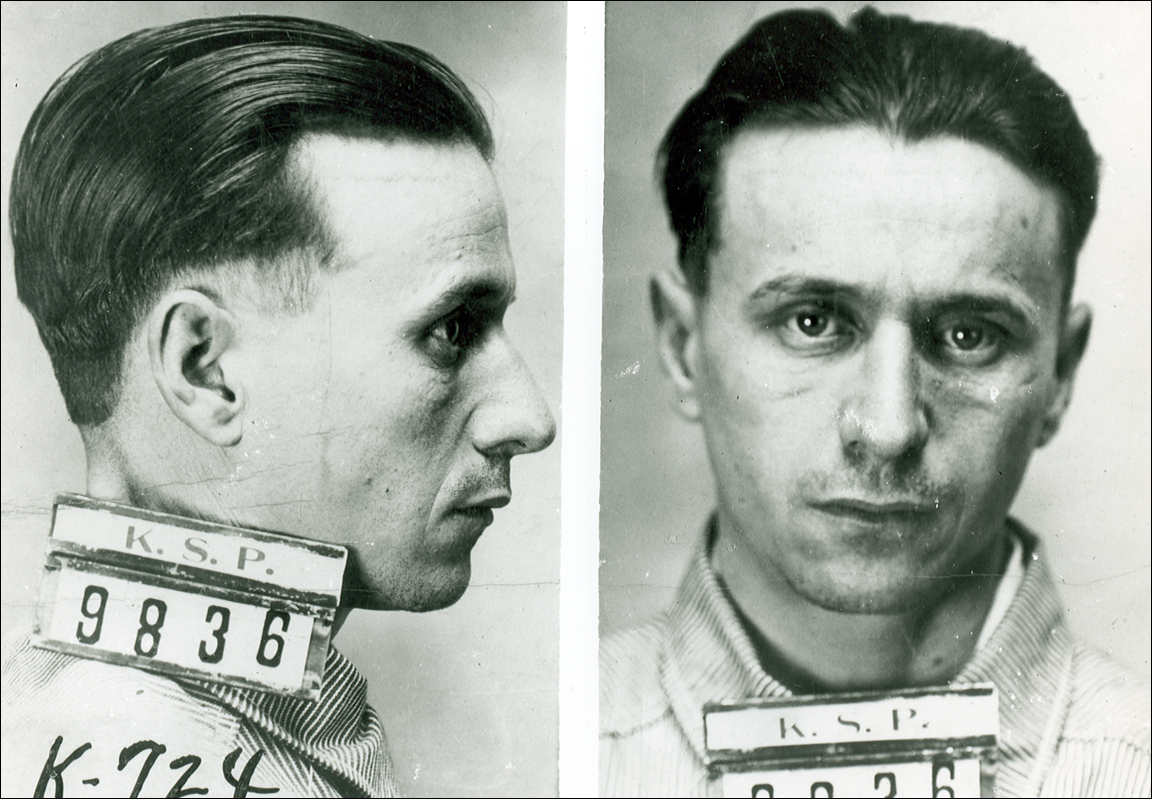
Fred Barker

A fiúk az 1910-es években kezdtek bűnözni. A testvérek egymás után kerültek börtönbe, először Hermant ítélték el útonállásért. Később Lloyddal, Freddel és Arthurral rablásokat, gyilkosságot követett el. Herman 1927. augusztus 29-én a kansasi Wichitában öngyilkos lett a rendőrökkel folytatott többórás tűzharc után. 1928-ban Lloyd Leavenworthben, Arthur az oklahomai állami börtönben, Fred pedig a kansasi állami fegyintézetben töltötte büntetését.
A dokumentumok szerint George 1928-ban még együtt élt feleségével, majd elköltözött. Azt nem tudni, a nő küldte el, vagy maga döntött úgy, hogy nem akar hírhedt családjával együtt élni tovább. Az FBI jellemzése szerint George nem volt bűnöző, de fiai tevékenységének haszonélvezője volt, feleségét pedig azért hagyta el, mert az „erkölcstelenül élt”, férfiakkal randevúzott. 1931-ben Fred kiszabadult, és korábbi rabtársával, Alvin Karpisszal megalapította a Barker–Karpis-bandát. Egy évvel később Arthur is csatlakozott hozzájuk. Ebben az időben a bandatagok Kate-ként ismerték Ma Barkert.
A banda 1932 és 1934 között a minnesotai St. Paulban és környékén tevékenykedett. Ma Barker ebben az időben egy Arthur Dunlap vagy Dunlop nevű férfival élt, akit a banda tagjai ki nem állhattak. A férfi részegen fecsegővé vált. Miután a bandának menekülnie kellett egyik búvóhelyéről, Ma Barker élettársát meggyilkolták, mert azt hitték, hogy eljárt a szája, és ezért bukkant rájuk a rendőrség. A banda a wisconsini Menomonie-ba költözött. Fred ebben az időben különböző hotelekben és búvóhelyeken rejtegette anyját. Ennek oka kettős volt: nem akarták, hogy túl sokat tudjon a bűncselekményekről, illetve távol akarták tartani szeretőiktől. Az FBI feljegyzéseiből kiderül, hogy Ma Barker nem tűrt meg más nőt a bandában, fiai kapcsolatait megpróbálta felbontani. Edward Bremer elrablása után Ma Barkert Chicagóba költöztették, hogy ott mossa tisztára a 200 ezer dolláros váltságdíjat.

## Halála
Arthur Barkert 1935. január 8-án letartóztatták. Az FBI-ügynökök egy nála talált térkép alapján rájöttek, hogy a banda többi tagja a floridai  Ocklawahában bújkálhat. Hamarosan behatárolták, hogy melyik házban rejtőzködhetnek Blackburn álnéven, és január 16-án megrohamozták az ingatlant. Csak Fred és Ma Barker volt otthon, őket hosszú tűzharcban lelőtték. Ma Barkerrel egyetlen lövés végzett, míg fia több találatot is kapott. A két holttestet közszemlére tették, majd az oklahomai Welch-ben eltemették.

## Megítélése
A történészek megkérdőjelezik azt a népszerű képet, miszerint Ma Barker bűnözői lángelme volt. Azt a feltételezést, hogy Ma Barker részt vett a halálát okozó tűzharcban, szintén szkeptikusan fogadják. Sokan, köztük Karpis is azt vallották, hogy a mítosz elterjedését John Edgar Hoover bátorította, ezzel igazolva a tényt, hogy az FBI lelőtt egy idős nőt. Halála után Hoover úgy jellemezte Ma Barkert, hogy ő volt „az elmúlt évtized legromlottabb, legveszélyesebb és legtalálékonyabb bűnözői elméje”. Azt is állította, hogy Ma Barker élvezte azt az életstílust, amely fiai bűnöző tevékenységének következménye volt, és feltehetően számos szeretőt tartott. Az biztos, hogy a nő tudta, fiai mivel foglalkoznak, de arra nincs bizonyíték, hogy maga is részt vett volna a bűncselekmények elkövetésében. Szerepe valószínűleg az volt, hogy gondját viselje a banda tagjainak, akik gyakran moziba küldték, amikor rabolni indultak.
Alvin Karpis később ezt mondta róla: „A bűnözés évkönyveinek legnevetségesebb története, hogy Ma Barker volt a lángelme a Karpis-Barker banda mögött. (...) Nem volt bűnözők vezetője, sőt még bűnöző sem. A rendőrség nem készített életében egyetlen képet vagy ujjlenyomat-sorozatot sem róla. (...) Tudta, hogy mi bűnözők vagyunk, de részvétele tevékenységünkben egyetlen feladatra korlátozódott: amikor együtt utaztunk, úgy mozogtunk, mint egy anya és fiai. Mi nézne ki ennél ártatlanabbul?”

## Feltűnése a popkultúrában
Ma Barker és fiai történetét számos film feldolgozta. Ő ihlette a Boney M. egyik számát, a Ma Bakert is. Róla mintázták a Kacsamesékben szereplő Biggi Mamát, akinek fiai a Biggi Boyok.

## Fordítás
- Ez a szócikk részben vagy egészben  a   Ma Barker című angol Wikipédia-szócikk fordításán alapul.  Az eredeti cikk szerkesztőit annak laptörténete sorolja fel. Ez a jelzés csupán a megfogalmazás eredetét és a szerzői jogokat jelzi, nem szolgál a cikkben szereplő információk forrásmegjelöléseként.